# 山岸ロジスターズ
山岸ロジスターズ（やまぎしロジスターズ）は、静岡県島田市に本拠地を置き、日本野球連盟に加盟している社会人野球のクラブチームである。
運営母体は、山岸運送。監督・コーチ・マネージャー・選手は同社及びそのグループ会社、取引企業の社員である。

## 概要
2016年5月、静岡県島田市に本社を置く山岸運送グループが運送業界の人材不足と静岡県の人材流出を防止するために硬式野球部『山岸ロジスターズ』を設立した。初代監督には元社会人野球選手の天野義明が就任した。
2017年6月19日、日本野球連盟にクラブチームとして新規登録された。

## 応援歌・CM
2019年1月より山岸ロジスターズ応援歌を使用。 音楽デュオ～Lefa～が作詞・作曲した複数の楽曲の中で選手たち自身が選曲した。
また、運営母体である山岸運送のCMには山岸ロジスターズの選手たちが起用されている。

## 設立・沿革
- 2016年
  - 5月 - 山岸運送の硬式野球部として、『山岸ロジスターズ』が設立[4]。
- 2017年
  - 6月 - 日本野球連盟にクラブチームとして新規登録。
  - 11月 - JABA東海地区クラブ野球選手権大会で準優勝[5]。
- 2018年
  - 4月 - 都市対抗野球大会東海地区一次静岡県予選で優勝。
  - 10月 - NPB育成ドラフト会議において、2016年から所属していた投手の則本佳樹が、実兄（則本昂大）の在籍する東北楽天ゴールデンイーグルスから2位で指名。クラブチーム所属の確認を取るため会議が数分間中断したものの、指名の資格を満たしていることが確認された[6]ため、本人は後に育成選手として入団した。
- 2019年
  - 4月 - 都市対抗野球大会の東海地区一次静岡県予選で、2年連続の優勝。
  - 5月 - 都市対抗野球大会の東海地区二次予選で、西濃運輸硬式野球部に3対1で勝利。勝利投手は杉山京吾で、二次予選における勝利はチーム史上初めてだった。
  - 6月 - 全日本クラブ野球選手権大会静岡予選の決勝で、中電硬式野球クラブに11対1で勝利したことによって大会初優勝。
- 2022年
  - 1月 - 前年に東北楽天ゴールデンイーグルスから戦力外通告を受けていた則本佳樹が、アマチュアの選手として復帰[7]。
  - 6月 - 全日本クラブ野球選手権大会静岡予選の決勝で、浜松ケイ・スポーツBCに12対0で勝利したことによって2度目の優勝[8]。
  - 6月 - JABA静岡県クラブ春季大会の決勝で、浜松ケイ・スポーツBCに8対4で勝利したことによって大会初優勝[9]。
- 2023年
  - 1月 - 元西武・ロッテの平野謙の監督就任が発表される[10]。
  - 4月 - 都市対抗野球大会東海地区一次静岡県予選で4年ぶり3度目の優勝。

## 主要大会の出場歴・最高成績
- なし

## 歴代監督
- 天野義明（2016年 - 2022年）
- 平野謙（2023年 - ）

## 主な出身プロ野球選手
- 則本佳樹（投手） - 2018年のNPB育成ドラフト2位指名を経て、育成選手として東北楽天ゴールデンイーグルスに2019年から2021年まで在籍。

## 元プロ野球選手の競技者登録
- 則本佳樹（元：東北楽天ゴールデンイーグルス） - 選手（2022年）